# Viererspitze
Die Viererspitze ist ein 2054 m ü. NHN hoher Gipfel in der Nördlichen Karwendelkette im Karwendel nahe Mittenwald.
Sie verdankt ihren Namen schwarzen Streifen in der ansonsten grau-braunen Nordwand, die der Ziffer 4 ähneln; die 4 ist aus Mittenwald deutlich zu erkennen. Als kühner Felszahn überragt sie mit senkrechter Nordwand das Mittenwalder Talbecken, dessen alpines Wahrzeichen sie darstellt.
Die Viererspitze ist ein Musterbeispiel für einen Berg, der vom Tal aus sehr markant und abgesetzt erscheint, aber nur eine geringe Dominanz (wenige hundert Meter) und sehr geringe Schartenhöhe (Größenordnung zehn Meter) besitzt, da sie bergseitig über einen schmalen Grat mit höheren Nachbargipfeln wie der Kreuzwand (2132 m ü. NHN) und dem Nördlichen Karwendelkopf (2358 m ü. NHN) verbunden ist.
Der Normalweg auf die Viererspitze verläuft von der Dammkarhütte durch das Vordere Dammkar (auch: Viererkar) zuletzt sehr steil zur Viererscharte zwischen Nördlichem Karwendelkopf und Kreuzwand, sodann leicht abwärts über einen klar erkennbaren Pfad zu dem Sattel zwischen Nördlichem Karwendelkopf und dem felsigen Gipfelaufbau der Viererspitze, der dann – beginnend mit einem Kamin – im Schwierigkeitsgrad II zu ersteigen ist.
Ein schwieriger, aber direkterer Zustieg führt von der Mittenwalder Hütte durch die Vordere Kreuzklamm (UIAA II).